# 2007–2008-as UEFA-bajnokok ligája (egyenes kieséses szakasz)
A 2007–2008-as UEFA-bajnokok ligája egyenes kieséses szakasza 2008. február 19-én kezdődött, és május 21-én ért véget az moszkvai Luzsnyiki Stadionban rendezett döntővel. Az egyenes kieséses szakaszban az a 16 csapat vett részt, amelyek a csoportkör során a saját csoportjuk első két helyének valamelyikén végeztek.

## Lebonyolítás
A döntő kivételével mindegyik mérkőzés oda-visszavágós rendszerben zajlott. A két találkozó végén az összesítésben jobbnak bizonyuló csapatok jutottak tovább a következő körbe. Ha az összesítésnél az eredmény döntetlen volt, akkor az idegenben több gólt szerző csapat jutott tovább. Amennyiben az idegenben lőtt gólok száma is azonos volt, akkor 30 perces hosszabbítást rendeztek a visszavágó rendes játékidejének lejárta után. Ha a 2×15 perces hosszabbításban gólt/gólokat szerzett mindkét együttes, és az összesített állás egyenlő volt, akkor a vendég csapat jutott tovább idegenben szerzett góllal/gólokkal. Gólnélküli hosszabbítás esetén büntetőpárbajra került sor. A döntőt egy mérkőzés keretében rendezték meg.

## Résztvevők
| Csoport   | Csoportelső       | Csoportmásodik     |
| --------- | ----------------- | ------------------ |
| A csoport | FC Porto          | Liverpool FC       |
| B csoport | Chelsea           | Schalke 04         |
| C csoport | Real Madrid       | Olimbiakósz        |
| D csoport | AC Milan          | Celtic             |
| E csoport | FC Barcelona      | Olympique Lyonnais |
| F csoport | Manchester United | AS Roma            |
| G csoport | Internazionale    | Fenerbahçe SK      |
| H csoport | Sevilla FC        | Arsenal            |

## Ágrajz
|  | Nyolcaddöntők      | Nyolcaddöntők      | Nyolcaddöntők     | Nyolcaddöntők     | Nyolcaddöntők |   |                   | Negyeddöntők      | Negyeddöntők | Negyeddöntők | Negyeddöntők | Negyeddöntők |  |  | Elődöntők | Elődöntők | Elődöntők | Elődöntők | Elődöntők |  |  | Döntő | Döntő | Döntő |  |
|  |                    |                    |                   |                   |               |   |                   |                   |              |              |              |              |  |  |           |           |           |           |           |  |  |       |       |       |  |
|  | Schalke 04         | Schalke 04         | 1                 | 0                 | 1 (4)         |   |                   |                   |              |              |              |              |  |  |           |           |           |           |           |  |  |       |       |       |  |
|  | Schalke 04         | Schalke 04         | 1                 | 0                 | 1 (4)         |   |                   |                   |              |              |              |              |  |  |           |           |           |           |           |  |  |       |       |       |  |
|  | FC Porto           | FC Porto           | 0                 | 1                 | 1 (1)         |   |                   |                   |              |              |              |              |  |  |           |           |           |           |           |  |  |       |       |       |  |
|  | FC Porto           | FC Porto           | 0                 | 1                 | 1 (1)         |   | Schalke 04        | Schalke 04        | 0            | 0            | 0            |              |  |  |           |           |           |           |           |  |  |       |       |       |  |
|  |                    |                    |                   |                   |               |   | Schalke 04        | Schalke 04        | 0            | 0            | 0            |              |  |  |           |           |           |           |           |  |  |       |       |       |  |
|  |                    |                    | FC Barcelona      | FC Barcelona      | 1             | 1 | 2                 |                   |              |              |              |              |  |  |           |           |           |           |           |  |  |       |       |       |  |
|  | Celtic             | Celtic             | FC Barcelona      | FC Barcelona      | 1             | 1 | 2                 | 2                 | 0            | 2            |              |              |  |  |           |           |           |           |           |  |  |       |       |       |  |
|  | Celtic             | Celtic             |                   |                   |               |   |                   |                   |              | 2            |              |              |  |  |           |           |           |           |           |  |  |       |       |       |  |
|  | FC Barcelona       | FC Barcelona       | 3                 | 1                 | 4             |   |                   |                   |              |              |              |              |  |  |           |           |           |           |           |  |  |       |       |       |  |
|  | FC Barcelona       | FC Barcelona       | 3                 | 1                 | 4             |   | FC Barcelona      | FC Barcelona      | 0            | 0            | 0            |              |  |  |           |           |           |           |           |  |  |       |       |       |  |
|  |                    |                    |                   |                   |               |   |                   |                   |              |              |              |              |  |  |           |           |           |           |           |  |  |       |       |       |  |
|  |                    |                    | Manchester United | Manchester United | 0             | 1 | 1                 |                   |              |              |              |              |  |  |           |           |           |           |           |  |  |       |       |       |  |
|  | AS Roma            | AS Roma            | Manchester United | Manchester United | 0             | 1 | 1                 | 2                 | 2            | 4            |              |              |  |  |           |           |           |           |           |  |  |       |       |       |  |
|  | AS Roma            | AS Roma            |                   |                   |               |   |                   |                   |              | 4            |              |              |  |  |           |           |           |           |           |  |  |       |       |       |  |
|  | Real Madrid        | Real Madrid        | 1                 | 1                 | 2             |   |                   |                   |              |              |              |              |  |  |           |           |           |           |           |  |  |       |       |       |  |
|  | Real Madrid        | Real Madrid        | 1                 | 1                 | 2             |   | AS Roma           | AS Roma           | 0            | 0            | 0            |              |  |  |           |           |           |           |           |  |  |       |       |       |  |
|  |                    |                    |                   |                   |               |   | AS Roma           | AS Roma           | 0            | 0            | 0            |              |  |  |           |           |           |           |           |  |  |       |       |       |  |
|  |                    |                    | Manchester United | Manchester United | 2             | 1 | 3                 |                   |              |              |              |              |  |  |           |           |           |           |           |  |  |       |       |       |  |
|  | Olympique Lyonnais | Olympique Lyonnais | Manchester United | Manchester United | 2             | 1 | 3                 | 1                 | 0            | 1            |              |              |  |  |           |           |           |           |           |  |  |       |       |       |  |
|  | Olympique Lyonnais | Olympique Lyonnais |                   |                   |               |   |                   |                   |              | 1            |              |              |  |  |           |           |           |           |           |  |  |       |       |       |  |
|  | Manchester United  | Manchester United  | 1                 | 1                 | 2             |   |                   |                   |              |              |              |              |  |  |           |           |           |           |           |  |  |       |       |       |  |
|  | Manchester United  | Manchester United  | 1                 | 1                 | 2             |   | Manchester United | Manchester United | 1 (6)        |              |              |              |  |  |           |           |           |           |           |  |  |       |       |       |  |
|  |                    |                    |                   |                   |               |   |                   |                   |              |              |              |              |  |  |           |           |           |           |           |  |  |       |       |       |  |
|  |                    |                    | Chelsea           | Chelsea           | 1 (5)         |   |                   |                   |              |              |              |              |  |  |           |           |           |           |           |  |  |       |       |       |  |
|  | Arsenal            | Arsenal            | Chelsea           | Chelsea           | 1 (5)         | 0 | 2                 | 2                 |              |              |              |              |  |  |           |           |           |           |           |  |  |       |       |       |  |
|  | Arsenal            | Arsenal            |                   |                   |               |   |                   | 2                 |              |              |              |              |  |  |           |           |           |           |           |  |  |       |       |       |  |
|  | AC Milan           | AC Milan           | 0                 | 0                 | 0             |   |                   |                   |              |              |              |              |  |  |           |           |           |           |           |  |  |       |       |       |  |
|  | AC Milan           | AC Milan           | 0                 | 0                 | 0             |   | Arsenal           | Arsenal           | 1            | 2            | 3            |              |  |  |           |           |           |           |           |  |  |       |       |       |  |
|  |                    |                    |                   |                   |               |   | Arsenal           | Arsenal           | 1            | 2            | 3            |              |  |  |           |           |           |           |           |  |  |       |       |       |  |
|  |                    |                    | Liverpool FC      | Liverpool FC      | 1             | 4 | 5                 |                   |              |              |              |              |  |  |           |           |           |           |           |  |  |       |       |       |  |
|  | Liverpool FC       | Liverpool FC       | Liverpool FC      | Liverpool FC      | 1             | 4 | 5                 | 2                 | 1            | 3            |              |              |  |  |           |           |           |           |           |  |  |       |       |       |  |
|  | Liverpool FC       | Liverpool FC       |                   |                   |               |   |                   |                   |              | 3            |              |              |  |  |           |           |           |           |           |  |  |       |       |       |  |
|  | Internazionale     | Internazionale     | 0                 | 0                 | 0             |   |                   |                   |              |              |              |              |  |  |           |           |           |           |           |  |  |       |       |       |  |
|  | Internazionale     | Internazionale     | 0                 | 0                 | 0             |   | Liverpool FC      | Liverpool FC      | 1            | 2            | 3            |              |  |  |           |           |           |           |           |  |  |       |       |       |  |
|  |                    |                    |                   |                   |               |   |                   |                   |              |              |              |              |  |  |           |           |           |           |           |  |  |       |       |       |  |
|  |                    |                    | Chelsea           | Chelsea           | 1             | 3 | 4                 |                   |              |              |              |              |  |  |           |           |           |           |           |  |  |       |       |       |  |
|  | Fenerbahçe SK      | Fenerbahçe SK      | Chelsea           | Chelsea           | 1             | 3 | 4                 | 3                 | 2            | 5 (3)        |              |              |  |  |           |           |           |           |           |  |  |       |       |       |  |
|  | Fenerbahçe SK      | Fenerbahçe SK      |                   |                   |               |   |                   |                   |              | 5 (3)        |              |              |  |  |           |           |           |           |           |  |  |       |       |       |  |
|  | Sevilla FC         | Sevilla FC         | 2                 | 3                 | 5 (2)         |   |                   |                   |              |              |              |              |  |  |           |           |           |           |           |  |  |       |       |       |  |
|  | Sevilla FC         | Sevilla FC         | 2                 | 3                 | 5 (2)         |   | Fenerbahçe SK     | Fenerbahçe SK     | 2            | 0            | 2            |              |  |  |           |           |           |           |           |  |  |       |       |       |  |
|  |                    |                    |                   |                   |               |   | Fenerbahçe SK     | Fenerbahçe SK     | 2            | 0            | 2            |              |  |  |           |           |           |           |           |  |  |       |       |       |  |
|  |                    |                    | Chelsea           | Chelsea           | 1             | 2 | 3                 |                   |              |              |              |              |  |  |           |           |           |           |           |  |  |       |       |       |  |
|  | Olimbiakósz        | Olimbiakósz        | Chelsea           | Chelsea           | 1             | 2 | 3                 | 0                 | 0            | 0            |              |              |  |  |           |           |           |           |           |  |  |       |       |       |  |
|  | Olimbiakósz        | Olimbiakósz        |                   |                   |               |   |                   |                   |              | 0            |              |              |  |  |           |           |           |           |           |  |  |       |       |       |  |
|  | Chelsea            | Chelsea            | 0                 | 3                 | 3             |   |                   |                   |              |              |              |              |  |  |           |           |           |           |           |  |  |       |       |       |  |

## Nyolcaddöntők

### Párosítások
| 1. csapat          | Össz.Tooltip Aggregate score | 2. csapat         | 1. mérk. | 2. mérk.   |
| ------------------ | ---------------------------- | ----------------- | -------- | ---------- |
| Celtic             | 2–4                          | FC Barcelona      | 2–3      | 0–1        |
| Olympique Lyonnais | 1–2                          | Manchester United | 1–1      | 0–1        |
| Schalke 04         | 1–1 (t. 4–1)                 | FC Porto          | 1–0      | 0–1 (h.u.) |
| Liverpool FC       | 3–0                          | Internazionale    | 2–0      | 1–0        |
| AS Roma            | 4–2                          | Real Madrid       | 2–1      | 2–1        |
| Arsenal            | 2–0                          | AC Milan          | 0–0      | 2–0        |
| Olimbiakósz        | 0–3                          | Chelsea           | 0–0      | 0–3        |
| Fenerbahçe SK      | 5–5 (t. 3–2)                 | Sevilla FC        | 3–2      | 2–3 (h.u.) |

### 1. mérkőzések
Az időpontok közép-európai idő/közép-európai nyári idő szerint értendők.
| 2008. február 19. 20:45 |

| Schalke 04 | 1–0               | FC Porto |
| ---------- | ----------------- | -------- |
| Kurányi 4' | (1–0) Jegyzőkönyv |          |

| Arena AufSchalke, Gelsenkirchen Nézőszám: 53 951 Játékvezető: Laurent Duhamel (francia) |

| 2008. február 19. 20:45 |

| AS Roma                 | 2–1               | Real Madrid |
| ----------------------- | ----------------- | ----------- |
| Pizarro 24' Mancini 58' | (1–1) Jegyzőkönyv | Raúl 8'     |

| Olimpiai Stadion, Róma Nézőszám: 59 617 Játékvezető: Herbert Fandel (német) |

| 2008. február 19. 20:45 |

| Olimbiakósz | 0–0         | Chelsea |
| ----------- | ----------- | ------- |
|             | Jegyzőkönyv |         |

| Karaiskákis Stadium, Athén Nézőszám: 31 302 Játékvezető: Konrad Plautz (osztrák) |

| 2008. február 19. 20:45 |

| Liverpool FC         | 2–0               | Internazionale |
| -------------------- | ----------------- | -------------- |
| Kuyt 85' Gerrard 90' | (0–0) Jegyzőkönyv |                |

| Anfield, Liverpool Nézőszám: 41 999 Játékvezető: Frank De Bleeckere (belga) |

| 2008. február 20. 20:45 |

| Celtic                                | 2–3               | FC Barcelona            |
| ------------------------------------- | ----------------- | ----------------------- |
| Vennegoor of Hesselink 16' Robson 38' | (2–1) Jegyzőkönyv | Messi 18' 79' Henry 52' |

| Celtic Park, Glasgow Nézőszám: 56 395 Játékvezető: Peter Fröjdfeldt (svéd) |

| 2008. február 20. 20:45 |

| Olympique Lyonnais | 1–1               | Manchester United |
| ------------------ | ----------------- | ----------------- |
| Benzema 54'        | (0–0) Jegyzőkönyv | Tévez 87'         |

| Stade Gerland, Lyon Nézőszám: 39 219 Játékvezető: Luis Medina Cantalejo (spanyol) |

| 2008. február 20. 20:45 |

| Fenerbahçe SK                   | 3–2               | Sevilla FC                 |
| ------------------------------- | ----------------- | -------------------------- |
| Kežman 17' Lugano 57' Semih 87' | (1–1) Jegyzőkönyv | Edu 23' (öngól) Escudé 66' |

| Şükrü Saracoğlu Stadion, Isztambul Nézőszám: 46 210 Játékvezető: Florian Meyer (német) |

| 2008. február 20. 20:45 |

| Arsenal | 0–0         | AC Milan |
| ------- | ----------- | -------- |
|         | Jegyzőkönyv |          |

| Emirates Stadium, London Nézőszám: 60 082 Játékvezető: Claus Bo Larsen (dán) |

### 2. mérkőzések
| 2008. március 4. 20:45 |

| AC Milan | 0–2               | Arsenal                     |
| -------- | ----------------- | --------------------------- |
|          | (0–0) Jegyzőkönyv | Fàbregas 84' Adebayor 90+2' |

| San Siro, Milánó Nézőszám: 81 879 Játékvezető: Konrad Plautz (osztrák) |

| 2008. március 4. 20:45 |

| FC Barcelona | 1–0               | Celtic |
| ------------ | ----------------- | ------ |
| Xavi 3'      | (1–0) Jegyzőkönyv |        |

| Camp Nou, Barcelona Nézőszám: 75 326 Játékvezető: Pieter Vink (holland) |

| 2008. március 4. 20:45 |

| Sevilla FC                                     | 3–2 (h. u.)                 | Fenerbahçe SK                      |
| ---------------------------------------------- | --------------------------- | ---------------------------------- |
| Dani Alves 6' Keita 9' Kanouté 41'             | (3–1, 3–2, 3–2) Jegyzőkönyv | Deivid 21' 80'                     |
| Büntetőpárbaj                                  |                             |                                    |
| Kanouté Escudé Dragutinović Maresca Dani Alves | 2–3                         | Wederson Edu Mehmet Aurélio Kežman |

| Estadio Ramón Sánchez Pizjuán, Sevilla Nézőszám: 38 626 Játékvezető: Massimo Busacca (svájci) |

| 2008. március 4. 20:45 |

| Manchester United | 1–0               | Olympique Lyonnais |
| ----------------- | ----------------- | ------------------ |
| Ronaldo 41'       | (1–0) Jegyzőkönyv |                    |

| Old Trafford, Manchester Nézőszám: 75 520 Játékvezető: Roberto Rosetti (olasz) |

| 2008. március 5. 20:45 |

| FC Porto                         | 1–0 (h. u.)                 | Schalke 04                     |
| -------------------------------- | --------------------------- | ------------------------------ |
| Lisandro López 86'               | (0–0, 1–0, 1–0) Jegyzőkönyv |                                |
| Büntetőpárbaj                    |                             |                                |
| Lucho Bruno Alves Lisandro López | 1–4                         | Rafinha Rakitić Altıntop Jones |

| Estádio do Dragão, Porto Nézőszám: 45 316 Játékvezető: Howard Webb (angol) |

| 2008. március 5. 20:45 |

| Real Madrid | 1–2               | AS Roma                  |
| ----------- | ----------------- | ------------------------ |
| Raúl 75'    | (0–0) Jegyzőkönyv | Taddei 73' Vučinić 90+2' |

| Santiago Bernabéu Stadium, Madrid Nézőszám: 71 569 Játékvezető: Kyros Vassaras (görög) |

| 2008. március 5. 20:45 |

| Chelsea                          | 3–0               | Olimbiakósz |
| -------------------------------- | ----------------- | ----------- |
| Ballack 5' Lampard 25' Kalou 48' | (2–0) Jegyzőkönyv |             |

| Stamford Bridge, London Nézőszám: 37 721 Játékvezető: Manuel Mejuto González (spanyol) |

| 2008. március 11. 20:45 |

| Internazionale | 0–1               | Liverpool FC |
| -------------- | ----------------- | ------------ |
|                | (0–0) Jegyzőkönyv | Torres 64'   |

| San Siro, Milánó Nézőszám: 80 000 Játékvezető: Tom Henning Øvrebø (norvég) |

## Negyeddöntők

### Párosítások
| 1. csapat     | Össz.Tooltip Aggregate score | 2. csapat         | 1. mérk. | 2. mérk. |
| ------------- | ---------------------------- | ----------------- | -------- | -------- |
| Arsenal       | 3–5                          | Liverpool FC      | 1–1      | 2–4      |
| AS Roma       | 0–3                          | Manchester United | 0–2      | 0–1      |
| Schalke 04    | 0–2                          | FC Barcelona      | 0–1      | 0–1      |
| Fenerbahçe SK | 2–3                          | Chelsea           | 2–1      | 0–2      |

### 1. mérkőzések
| 2008. április 1. 20:45 |

| AS Roma | 0–2               | Manchester United      |
| ------- | ----------------- | ---------------------- |
|         | (0–1) Jegyzőkönyv | Ronaldo 39' Rooney 66' |

| Olimpiai Stadion, Róma Nézőszám: 80 023 Játékvezető: Frank De Bleeckere (belga) |

| 2008. április 1. 20:45 |

| Schalke 04 | 0–1               | FC Barcelona |
| ---------- | ----------------- | ------------ |
|            | (0–1) Jegyzőkönyv | Bojan 12'    |

| Arena AufSchalke, Gelsenkirchen Nézőszám: 53 951 Játékvezető: Kyros Vassaras (görög) |

| 2008. április 2. 20:45 |

| Arsenal      | 1–1               | Liverpool FC |
| ------------ | ----------------- | ------------ |
| Adebayor 23' | (1–1) Jegyzőkönyv | Kuyt 26'     |

| Emirates Stadium, London Nézőszám: 60 041 Játékvezető: Pieter Vink (holland) |

| 2008. április 2. 20:45 |

| Fenerbahçe SK                 | 2–1               | Chelsea            |
| ----------------------------- | ----------------- | ------------------ |
| Kazim-Richards 65' Deivid 81' | (0–1) Jegyzőkönyv | Deivid 13' (öngól) |

| Şükrü Saracoğlu Stadion, Isztambul Nézőszám: 49 055 Játékvezető: Claus Bo Larsen (dán) |

### 2. mérkőzések
| 2008. április 8. 20:45 |

| Liverpool FC                                             | 4–2               | Arsenal                |
| -------------------------------------------------------- | ----------------- | ---------------------- |
| Hyypiä 30' Torres 69' Gerrard 85' (11-esből) Babel 90+2' | (1–1) Jegyzőkönyv | Diaby 13' Adebayor 84' |

| Anfield, Liverpool Nézőszám: 41 985 Játékvezető: Peter Fröjdfeldt (svéd) |

| 2008. április 8. 20:45 |

| Chelsea                | 2–0               | Fenerbahçe SK |
| ---------------------- | ----------------- | ------------- |
| Ballack 4' Lampard 87' | (1–0) Jegyzőkönyv |               |

| Stamford Bridge, London Nézőszám: 38 369 Játékvezető: Herbert Fandel (német) |

| 2008. április 9. 20:45 |

| Manchester United | 1–0               | AS Roma |
| ----------------- | ----------------- | ------- |
| Tévez 70'         | (0–0) Jegyzőkönyv |         |

| Old Trafford, Manchester Nézőszám: 74 423 Játékvezető: Tom Henning Øvrebø (norvég) |

| 2008. április 9. 20:45 |

| FC Barcelona | 1–0               | Schalke 04 |
| ------------ | ----------------- | ---------- |
| Y. Touré 42' | (1–0) Jegyzőkönyv |            |

| Camp Nou, Barcelona Nézőszám: 72 113 Játékvezető: Roberto Rosetti (olasz) |

## Elődöntők

### Párosítások
| 1. csapat    | Össz.Tooltip Aggregate score | 2. csapat         | 1. mérk. | 2. mérk.   |
| ------------ | ---------------------------- | ----------------- | -------- | ---------- |
| Liverpool FC | 3–4                          | Chelsea           | 1–1      | 2–3 (h.u.) |
| FC Barcelona | 0–1                          | Manchester United | 0–0      | 0–1        |

### 1. mérkőzések
| 2008. április 22. 20:45 |

| Liverpool FC | 1–1               | Chelsea             |
| ------------ | ----------------- | ------------------- |
| Kuyt 43'     | (1–0) Jegyzőkönyv | Riise 90+4' (öngól) |

| Anfield, Liverpool Nézőszám: 42 180 Játékvezető: Konrad Plautz (osztrák) |

| 2008. április 23. 20:45 |

| FC Barcelona | 0–0         | Manchester United |
| ------------ | ----------- | ----------------- |
|              | Jegyzőkönyv |                   |

| Camp Nou, Barcelona Nézőszám: 95 949 Játékvezető: Massimo Busacca (svájci) |

### 2. mérkőzések
| 2008. április 29. 20:45 |

| Manchester United | 1–0               | FC Barcelona |
| ----------------- | ----------------- | ------------ |
| Scholes 14'       | (1–0) Jegyzőkönyv |              |

| Old Trafford, Manchester Nézőszám: 75 061 Játékvezető: Herbert Fandel (német) |

| 2008. április 30. 20:45 |

| Chelsea                                | 3–2 (h. u.)                 | Liverpool FC          |
| -------------------------------------- | --------------------------- | --------------------- |
| Drogba 33' 105' Lampard 98' (11-esből) | (1–0, 1–1, 3–1) Jegyzőkönyv | Torres 64' Babel 117' |

| Stamford Bridge, London Nézőszám: 38 900 Játékvezető: Roberto Rosetti (olasz) |

## Döntő
| 2008. május 21. 20:45 (CEST) |

| Manchester United                                    | 1–1 (h. u.)                 | Chelsea                                             |
| ---------------------------------------------------- | --------------------------- | --------------------------------------------------- |
| Ronaldo 26'                                          | (1–1, 1–1, 1–1) Jegyzőkönyv | Lampard 45'                                         |
| Büntetőpárbaj                                        |                             |                                                     |
| Tévez Carrick Ronaldo Hargreaves Nani Anderson Giggs | 6–5                         | Ballack Belletti Lampard A. Cole Terry Kalou Anelka |

| Luzsnyiki Stadion, Moszkva Nézőszám: 67 310 Játékvezető: Ľuboš Micheľ (szlovák) |